# Amoklauf von Urfahr

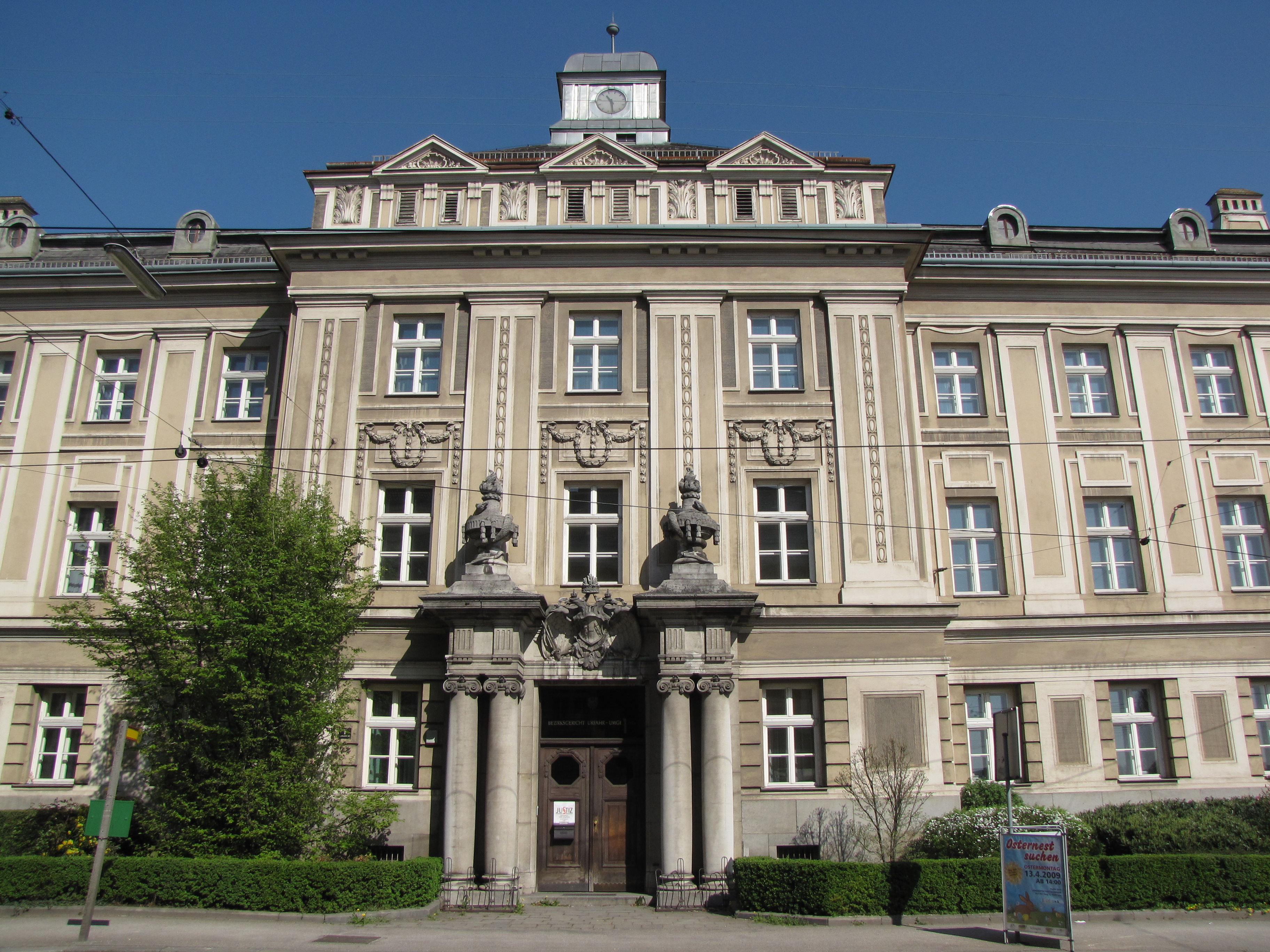
Bezirksgericht Urfahr-Umgebung

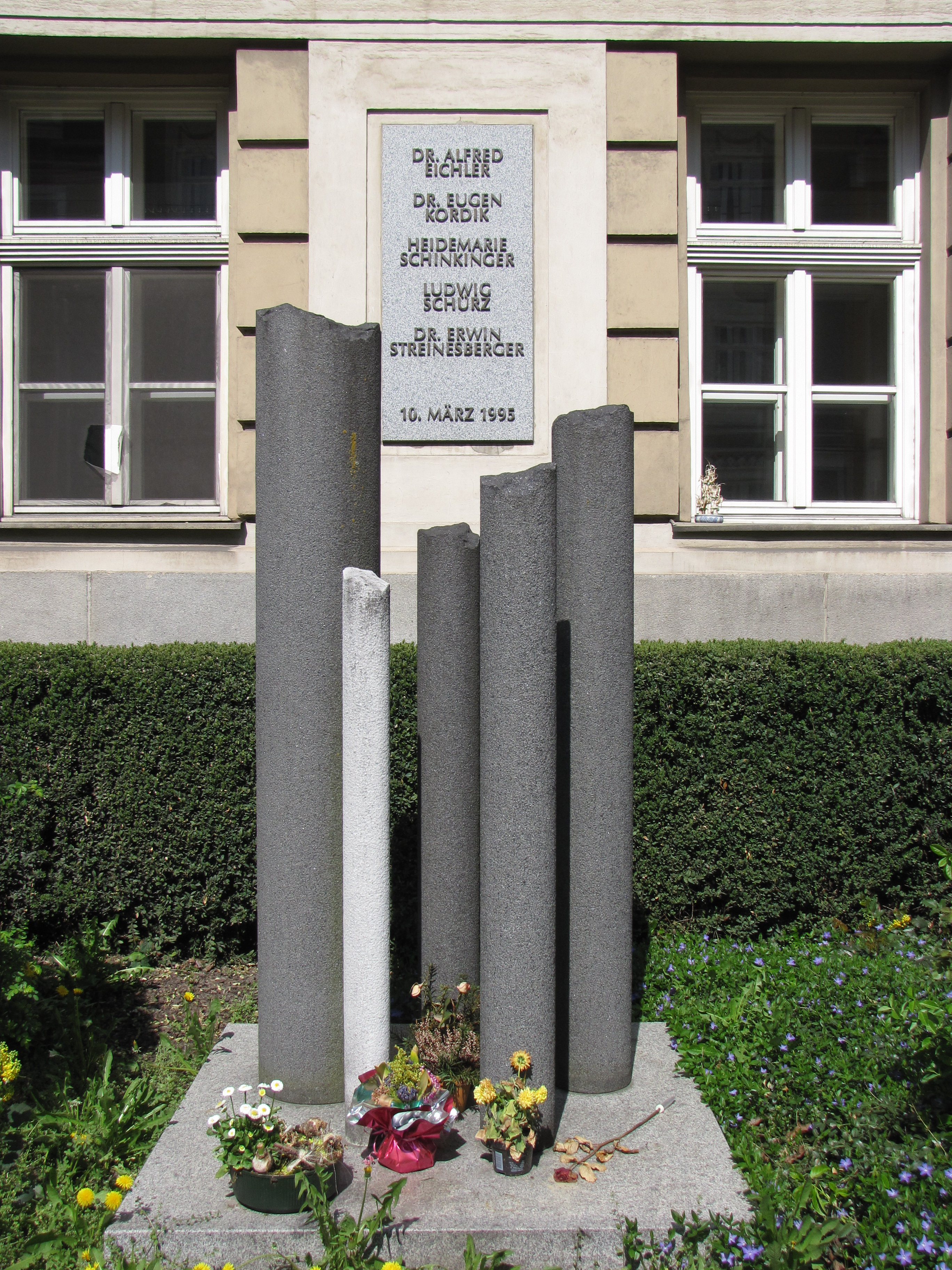
Denkmal für die Opfer des Amoklaufs

Beim Amoklauf von Urfahr tötete 1995 der Pensionist Rudolf K. (1932–1995) nach einem gescheiterten Prozess am Bezirksgericht Urfahr-Umgebung in Oberösterreich fünf Personen (seinen freigesprochenen Kontrahenten, zwei Richter, einen Verteidiger und eine Zeugin). Zwei weitere Menschen wurden schwer verletzt.

## Verlauf
K. fiel bereits 1987 auf, als er seine damalige Ehefrau krankenhausreif schlug. Die Polizei fand auf seinem Dachboden vier Gewehre und eine Pistole sowie mehrere hundert Schuss Munition. Er gab an, Mitglied eines Schützenclubs werden zu wollen. Die Kripo beschlagnahmte die Waffen, zudem wurde über K. ein Waffenverbot verhängt.
Nach einem Streit, bei dem es um den Bau einer Garage ging, verklagte K. seinen Nachbarn wegen Ehrenbeleidigung. 
Am 10. März 1995 wurde der Fall im Verhandlungssaal 209 am Bezirksgericht in Urfahr, Ferihumerstraße 1, verhandelt. Wegen der Geringfügigkeit des Deliktes waren keine Sicherheitsvorkehrungen getroffen und die Beteiligten nicht durchsucht worden. Gegen 15:13 Uhr endete die Verhandlung mit einem Freispruch. K. sprang daraufhin mit den Worten „Was ist das für eine Gerechtigkeit“ auf, zog eine Pistole und erschoss den vorsitzenden Richter, den beklagten Nachbarn und eine vierfache Mutter, die als Zeugin ausgesagt hatte. Ein 25-jähriger Praktikant, der zum ersten Mal eine Gerichtsverhandlung besuchte, wurde von Schüssen am Hals und an den Beinen verletzt, auch Rudolf K.s Verteidigerin wurde von einem Schuss am Bein getroffen. Der Strafverteidiger des getöteten Freigesprochenen versuchte zu flüchten, wurde jedoch am Gang des Gerichtsgebäudes vom Amokläufer eingeholt und erschossen. Auch ein Jugendrichter, der auf den Gang trat, um nach dem Rechten zu sehen, wurde von Schüssen getötet. Anschließend flüchtete der Täter aus dem Gebäude.
Nach einer Alarmfahndung wurde der Täter gegen 18:30 Uhr im Haus eines Bekannten in Neulichtenberg tot aufgefunden. Der 63-Jährige hatte sich selbst erschossen.

## Auswirkung
Der Amoklauf war Anlass zur schrittweisen Einführung von Personen- und Gepäckkontrollen durch Mitarbeiter von Sicherheitsdiensten, die mittlerweile zum Standard an österreichischen Gerichten geworden sind. Die kostenaufwändigen Sicherheitsmaßnahmen waren auch ein Grund für die Reduktion der Anzahl der Bezirksgerichte durch Auflassung kleiner Standorte.